# スタヴァンゲル大学
スタヴァンゲル大学（ノルウェー語: Universitetet i Stavanger、英語: University of Stavanger）は、ノルウェー南部ローガラン県の港湾都市スタヴァンゲルに位置する国立大学である。メインキャンパスはウランハーグ（Ullandhaug）に立地している。

## 沿革
1969年設立のローガラン地域カレッジ（Rogaland Regional College）を前身とし、1986年に理工系のローガラン・ポリテクニックと合併した後、さらにスタヴァンゲルのいくつかのカレッジ（教育・社会・看護・ホスピタリティ系など）を吸収し、1994年にスタヴァンゲル準大学（Stavanger University College）が設立された。2005年に現在のスタヴァンゲル大学となった。

## 学部
- 教育・人文科学部
- 舞台芸術学部
- 社会科学学部
- 健康科学部
- 理工学部
- 経営学部（UiSビジネススクール）

特に、科学スタッフ当たりの研究論文数でノルウェー国内3位にランクされており、同大学は2012年に欧州革新的大学連合（ECIU）のメンバーとなっている。また、UiSビジネススクールは、経営学の修士レベルの学生を教育するノルウェー最大の教育機関の1つとなっている。

## 日本の学生交流協定校
- 東京大学
- 一橋大学
- 東京海洋大学
- 大阪工業大学
- 同志社大学
- 芝浦工業大学